# Bistonini
Bistonini es una  tribu de polillas geométridas pertenecientes a la subfamilia Ennominae. En general, se parecen a las polillas Boarmiini, con las que sin duda están estrechamente relacionados. Los Bistonini tienden a conservar rasgos más plesiomórficos (se sitúan más bien basales cuando se expanden los Boarmiini) y contienen muchas especies de gran tamaño y peludas en comparación con los estándares de las polillas geométridas, con cierto parecido a los Arctiidae.